# (85770) 1998 UP1
1998 يو بي 1 (ويعرف أيضًا باسم (85770) 1998 يو بي 1 وفق تسمية الكوكب الصغير) (بالإنجليزية: 1998 UP1)‏ هو كويكب ضمن حزام الكويكبات؛ وترتيبه 85770 من حيث الاكتشاف.
اكتُشف هذا الجُرم الفلكي بواسطة بحث لنكولن عن الكويكبات القريبة من الأرض في 18 أكتوبر 1998.

## وصلات خارجية
- (85770) 1998 UP1 في قاعدة بيانات مختبر الدفع النفاث لأجرام النظام الشمسي الصغيرة

- الاكتشاف · مخطط المدار ·  العناصر المدارية · المعلمات المادية

- (85770) 1998 UP1 على موقع ويكي سكاي: DSS2, SDSS, GALEX, IRAS, Hydrogen α, X-Ray, Astrophoto, Sky Map, Articles and images